# Turbo Esprit
Turbo Esprit è un simulatore di guida pubblicato nel 1986 da Durell Software per Amstrad CPC, Commodore 64 e ZX Spectrum.

## Modalità di gioco
In Turbo Esprit si guida una Lotus Esprit attraverso le strade di quattro città. L'obiettivo del gioco è speronare le macchine dei narcotrafficanti. La visuale di gioco mostra il cruscotto dall'interno del veicolo, mentre sul parabrezza è visibile la vettura che si sta controllando.